# Smittipora fenestrata
Smittipora fenestrata är en mossdjursart som beskrevs av Jean-Loup d'Hondt och Gordon 1999. Smittipora fenestrata ingår i släktet Smittipora och familjen Onychocellidae. Inga underarter finns listade i Catalogue of Life.